# La Cumbre (Córdoba)
La Cumbre ist eine Kleinstadt im nördlichen Punilla-Tal in der zentralargentinischen Provinz Córdoba. Die Stadt hat 7.235 Einwohner und bildet mit ihren Vororten Los Cocos und San Esteban eine kleine Agglomeration mit 8927 Einwohnern.
Der Ort liegt auf einer 1200 Meter hohen Hochebene, woher auch der Name kommt: Cumbre bedeutet auf Spanisch Gipfel, gemeint ist der höchste Punkt des Punilla-Tals. Wegen der hohen und ungeschützten Lage hat der Ort ein relativ raues Klima mit mäßig warmen Sommern (19 °C) und kalten Wintern (6 °C) mit zeitweise Schneefall. 
La Cumbre ist vor allem als Fremdenverkehrszentrum bekannt. Berühmt sind vor allem die Prozessionen zum Kreuzberg in der Osterwoche. Weiterhin ist La Cumbre Ausgangspunkt für den Camino de los Artesanos, einen Wander- und Fahrweg nach La Falda, an dem sich mehrere Kunsthandwerker niedergelassen haben. 
Das Stadtbild von La Cumbre ist außerhalb des Zentrums geprägt von Villen im Stil englischer Landhäuser, was auch damit zusammenhängt, dass sich viele englische Einwanderer in der Gegend niedergelassen haben. Weiterhin ist La Cumbre auch Sitz einer zahlenmäßig relativ bedeutenden jüdischen Gemeinde. 
In der Umgebung von La Cumbre befinden sich mehrere Stauseen, die die Gegend mit Trinkwasser und Elektrizität versorgen.